# Le Cap (Saint-Pierre och Miquelon)
Le Cap är en halvö på den nordöstra delen av ön Miquelon i den franska ögruppen Saint-Pierre och Miquelon utanför Newfoundlands kust. Det är geologiskt en självständig ö och förbinds med huvudön Miquelon genom en tombolo. Halvön är cirka 6 km lång och 1,5 km bred. Samhället Miquelon ligger på södra delen av halvön.